# Liste der Straßen und Plätze in Hamburg-Schnelsen

Lage von Schnelsen in Hamburg und im Bezirk Hamburg-Eimsbüttel (hellrot)

Die Liste der Straßen und Plätze in Hamburg-Schnelsen ist eine Übersicht der im Hamburger Stadtteil Schnelsen vorhandenen Straßen und Plätze. Sie ist Teil der Liste der Verkehrsflächen in Hamburg.

## Überblick
In Schnelsen (Ortsteilnummer 319) leben 31174 Einwohner (Stand: 31. Dezember 2023) auf 9,0 km². Schnelsen liegt in den Postleitzahlenbereichen 22455, 22457 und 22459.
In Schnelsen gibt es 137 benannte Verkehrsflächen, darunter zwei Plätze und zwei Parks. Folgende Motivgruppen finden sich im Stadtteil (siehe Spalte „Anmerkungen“):
- Märchenfiguren
- Orte im benachbarten Kreis Pinneberg
- Sagengestalten und -motive

Eine weitere Motivgruppe erinnert an die so genannten Kinder vom Bullenhuser Damm, die in der Nacht vom 20. auf den 21. April 1945 in der Schule Bullenhuser Damm erhängt wurden, nachdem an ihnen medizinische Versuche vorgenommen worden waren.

## Übersicht der Straßen
Die nachfolgende Tabelle gibt eine Übersicht über alle benannten Verkehrsflächen – Straßen, Plätze und Brücken – im Stadtteil sowie einige dazugehörige Informationen. Im Einzelnen sind dies:
- Name/Lage: aktuelle Bezeichnung der Straße, des Platzes oder der Brücke. Über den Link (Lage) kann die Straße, der Platz oder die Brücke auf verschiedenen Kartendiensten angezeigt werden. Die Geoposition gibt dabei ungefähr die Mitte an. Bei längeren Straßen, die durch zwei oder mehr Stadtteile führen, kann es daher sein, dass die Koordinate in einem anderen Stadtteil liegt.
- Straßenschlüssel: amtlicher Straßenschlüssel, bestehend aus einem Buchstaben (Anfangsbuchstabe der Straße, des Platzes oder der Brücke) und einer dreistelligen Nummer.
- Länge/Maße in Metern:
Hinweis: Die in der Übersicht enthaltenen Längenangaben sind nach mathematischen Regeln auf- oder abgerundete Übersichtswerte, die im Digitalen Atlas Nord[2] mit dem dortigen Maßstab ermittelt wurden. Sie dienen eher Vergleichszwecken und werden, sofern amtliche Werte bekannt sind, ausgetauscht und gesondert gekennzeichnet.
Bei Plätzen sind die Maße in der Form a × b bei rechteckigen Anlagen oder a × b × c bei dreiecksförmigen Anlagen mit a als längster Kante dargestellt.
Der Zusatz (im Stadtteil) gibt an, wie lang die Straße innerhalb des Stadtteils ist, sofern sie durch mehrere Stadtteile verläuft.
- Namensherkunft: Ursprung oder Bezug des Namens.
- Datum der Benennung: Jahr der offiziellen Benennung oder der Ersterwähnung eines Namens, bei Unsicherheiten auch die Angabe eines Zeitraums.
- Anmerkungen: Weitere Informationen bezüglich anliegender Institutionen, der Geschichte der Straße, historischer Bezeichnungen, Baudenkmale usw.
- Bild: Foto der Straße oder eines anliegenden Objektes.

| Name/Lage                          | Straßen- schlüssel | Länge/Maße (in Metern) | Namensherkunft                                                                                                 | Datum der Benennung | Anmerkungen | Bild                             |
| ---------------------------------- | ------------------ | ---------------------- | --- | ------------------- | --- | -------------------------------- |
| Albertine-Assor-Straße (Lage)      | A667               | 0440                   | Albertine Assor (1863–1953), Diakonisse                                                                        | 1993                | | Albertine-Assor-Straße           |
| Albertinenstieg (Lage)             | A669               | 0090                   | nach dem von Albertine Assor gegründeten Diakonissenhaus Siloah, heute Albertinenhaus                          | 1993                | | Albertinenstieg                  |
| Alte Franzosenheide (Lage)         | A122               | 0160                   | nach französischen Emigranten, die hier um 1800 Heideland zur Kultivierung zugewiesen bekamen                  | 1961                | | Alte Franzosenheide              |
| Am Dänenstein (Lage)               | A759               | 0180                   | nach dem nahegelegenen dänischen Meilenstein aus dem Jahr 1832                                                 | 2018                | | Am Dänenstein                    |
| Am Dorfteich (Lage)                | A212               | 0175                   | nach der Lage                                                                                                  | 1948                | | Am Dorfteich                     |
| Am Hasenkamp (Lage)                | A612               | 0070                   | nach einem Flurnamen                                                                                           | 1980                | | Am Hasenkamp                     |
| Am Ree (Lage)                      | A319               | 0655                   | nach einem Flurnamen (Ree = kleiner Bach)                                                                      | 1948                | | Am Ree                           |
| Anna-Susanna-Stieg (Lage)          | A438               | 0345                   | nach einer Gestalt aus den Sagen Karl Müllenhoffs                                                              | 1940                | vor 1940: Mittelweg Motivgruppe: „Sagengestalten und -motive“ | Anna-Susanna-Stieg               |
| Assorweg (Lage)                    | A668               | 0090                   | Albertine Assor (1863–1953), Diakonisse                                                                        | 1993                | | Assorweg                         |
| Auf dem Acker (Lage)               | A609               | 0220                   | nach einem Flurnamen                                                                                           | 1980                | | Auf dem Acker                    |
| BAB Flensburg (Lage)               | B756               | 3420                   | auf Schnelsener Gebiet verlaufendes Teilstück der A 7                                                          |                     | | BAB Flensburg (Brücke Vielohweg) |
| Barmstedter Weg (Lage)             | B075               | 0070                   | Barmstedt, Stadt im Kreis Pinneberg in Schleswig-Holstein                                                      | 1966                | Motivgruppe: „Orte im benachbarten Kreis Pinneberg“ | Barmstedter Weg                  |
| Blumenweg (Lage)                   | B417               | 0205                   | frei gewählter Name                                                                                            | vor 1938            | | Blumenweg                        |
| Bönningstedter Weg (Lage)          | B446               | 0490                   | Bönningstedt, Gemeinde im Kreis Pinneberg in Schleswig-Holstein                                                | vor 1932            | Motivgruppe: „Orte im benachbarten Kreis Pinneberg“ | Bönningstedter Weg               |
| Brüder-Hornemann-Straße (Lage)     | B859               | 0165                   | Alexander (1936–1945) und Eduard (1933–1945) Hornemann, Opfer des Nationalsozialismus                          | 1993                | Motivgruppe: „Kinder vom Bullenhuser Damm“ | Brüder-Hornemann-Straße          |
| Brummerredder (Lage)               | B640               | 0230                   | nach einer Flurbezeichnung                                                                                     | 1942                | | Brummerredder                    |
| Brummerskamp (Lage)                | B641               | 0525                   | nach einer Flurbezeichnung                                                                                     | 1948                | Ab der Abknickung der Straße nach Westen befinden sich die südliche Straßenfläche und die anliegenden Grundstücke in Eidelstedt, ansonsten verläuft die Straße in Schnelsen. | Brummerskamp                     |
| Burgwedel (Lage)                   | B721               | 0655                   | nach dem früheren Schnelsener Ortsteil Borgwisch                                                               | 1948                | | Burgwedel                        |
| Burgwedelkamp (Lage)               | B722               | 0410                   | nach dem früheren Schnelsener Ortsteil Borgwisch                                                               | vor 1934            | | Burgwedelkamp                    |
| Burgwedelstieg (Lage)              | B723               | 0175                   | nach dem früheren Schnelsener Ortsteil Borgwisch                                                               | 1953                | | Burgwedelstieg                   |
| Burgwedeltwiete (Lage)             | B815               | 0185                   | nach dem früheren Schnelsener Ortsteil Borgwisch                                                               | 1980                | | Burgwedeltwiete                  |
| Büttskamp (Lage)                   | B689               | 0270                   | nach einem Flurnamen                                                                                           | vor 1934            | | Büttskamp                        |
| Dachsberg (Lage)                   | D001               | 0600                   | frei gewählter Name                                                                                            | 1948                | | Dachsberg                        |
| Dorothea-Buck-Park (Lage)          | D                  | 0500 × 50              | Dorothea Buck (1917–2019), Bildhauerin                                                                         | 2022                | Der Park liegt auf dem Deckel der A 7 zwischen Frohme- und Heidlohstraße. | Dorothea-Buck-Park               |
| Dornröschenweg (Lage)              | D161               | 0325                   | nach der gleichnamigen Märchenfigur                                                                            | 1950                | Motivgruppe: „Märchenfiguren“ | Dornröschenweg                   |
| Eduard-Reichenbaum-Weg (Lage)      | E327               | 0080                   | Eduard Reichenbaum (1934–1945), Opfer des Nationalsozialismus                                                  | 1993                | Motivgruppe: „Kinder vom Bullenhuser Damm“ | Eduard-Reichenbaum-Weg           |
| Egenbüttler Weg (Lage)             | E037               | 0135                   | Egenbüttel, Ortsteil der Gemeinde Rellingen im Kreis Pinneberg in Schleswig-Holstein                           | 1939                | Motivgruppe: „Orte im benachbarten Kreis Pinneberg“ | Egenbüttler Weg                  |
| Eidelstedter Brook (Lage)          | E074               | 0185                   | nach einem Flurnamen                                                                                           | 1928                | südliche Straßenhälfte in Eidelstedt | Eidelstedter Brook               |
| Eimerskamp (Lage)                  | E093               | 0200                   | Peter Eimers, um 1711 Vogt in Schnelsen                                                                        | 1948                | 1906 bis 1940: Hochstraße, 1940 bis 1948: Vogt-Eimers-Kamp | Eimerskamp                       |
| Eisenhansweg (Lage)                | E273               | 0155                   | nach einer Gestalt aus den Sagen Karl Müllenhoffs                                                              | 1969                | Motivgruppe: „Sagengestalten und -motive“ | Eisenhansweg                     |
| Ellerbeker Moordamm (Lage)         | E304               | 0290                   | nach der Lage an der Grenze zu Ellerbek                                                                        | 1984                | | Ellerbeker Moordamm              |
| Ellerbeker Weg (Lage)              | E150               | 0200                   | Ellerbek, Gemeinde im Kreis Pinneberg in Schleswig-Holstein                                                    | vor 1935            | Motivgruppe: „Orte im benachbarten Kreis Pinneberg“ | Ellerbeker Weg                   |
| Eschenbrook (Lage)                 | E238               | 0235                   | frei gewählter Name                                                                                            | 1951                | | Eschenbrook                      |
| Farnweg (Lage)                     | F042               | 0175                   | nach der gleichnamigen Pflanzenart                                                                             | vor 1972            | | Farnweg                          |
| Flagentwiet (Lage)                 | F140               | 0920                   | nach einem Flurnamen                                                                                           | 1948                | vor 1948: Moorweg, Schwarzer Weg | Flagentwiet                      |
| Franzosenheide (Lage)              | F206               | 0655                   | nach französischen Emigranten, die hier um 1800 Heideland zur Kultivierung zugewiesen bekamen                  | vor 1932            | | Franzosenheide                   |
| Frohmestraße (Lage)                | F253               | 1610                   | Karl Frohme (1850–1933), SPD-Politiker                                                                         | 1947                | | Frohmestraße                     |
| Fuchsversteck (Lage)               | F266               | 0345                   | als Hinweis auf die seinerzeit unwirtliche Gegend                                                              | 1950                | | Fuchsversteck                    |
| Fuchswechsel (Lage)                | F267               | 0130                   | als Hinweis auf die seinerzeit unwirtliche Gegend                                                              | 1950                | | Fuchswechsel                     |
| Georges-André-Kohn-Straße (Lage)   | G479               | 0190                   | Georges-André Kohn (1932–1945), Opfer des Nationalsozialismus                                                  | 1992                | Motivgruppe: „Kinder vom Bullenhuser Damm“ | Georges-André-Kohn-Straße        |
| Geschwister-Töllke-Platz (Lage)    | G                  | 0025 × 20              | Erika (1922–2011) und Ilse Töllke (1928–2014), Stifterinnen                                                    | 2022                | Die Geschwister gründeten 2007 die gemeinwohlorientierte Erika und Ilse Töllke Stiftung; der Platz liegt am nördlichen Rand des Deckels über der A 7 zwischen Frohme- und Heidlohstraße.                                                                                         | Geschwister-Töllke-Platz         |
| Geschwister-Witonski-Straße (Lage) | G481               | 0240                   | Eleonora Witońska (1939–1945) und Roman Witoński (1938–1945), Opfer des Nationalsozialismus                    | 1993                | Motivgruppe: „Kinder vom Bullenhuser Damm“ | Geschwister-Witonski-Straße      |
| Glißmannweg (Lage)                 | G114               | 0180                   | nach der alteingesessenen Bauernfamilie Glißmann                                                               | 1948                | | Glißmannweg                      |
| Goldmariekenweg (Lage)             | G161               | 0450                   | nach der Figur der Goldmarie aus dem Märchen Frau Holle                                                        | 1948                | Motivgruppe: „Märchenfiguren“ | Goldmariekenweg                  |
| Graf-Ernst-Weg (Lage)              | G377               | 0315                   | Graf Ernst zu Holstein-Schaumburg (1569–1622), regierender Fürst von Holstein-Pinneberg                        | 1973                | | Graf-Ernst-Weg                   |
| Graf-Johann-Weg (Lage)             | G195               | 0555                   | Johann IV. von Holstein-Pinneberg (1449–1527), regierender Graf von Holstein-Pinneberg                         | 1948                | | Graf-Johann-Weg                  |
| Graf-Otto-Weg (Lage)               | G196               | 0235                   | Otto V. von Schaumburg (1614–1640), regierender Graf von Holstein-Pinneberg                                    | 1948                | | Graf-Otto-Weg                    |
| Gretelstieg (Lage)                 | G363               | 0135                   | nach der Figur aus dem Märchen Hänsel und Gretel                                                               | 1970                | Motivgruppe: „Märchenfiguren“ | Gretelstieg                      |
| Großer Ring (Lage)                 | G277               | 0215                   | nach dem ursprünglichen Verlauf der Straße                                                                     | 1929                | | Großer Ring                      |
| Grothwisch (Lage)                  | G300               | 1225                   | nach einem Flurnamen                                                                                           | 1928                | | Grothwisch                       |
| Günther-Schwarberg-Weg (Lage)      | G501               | 0590                   | Günther Schwarberg (1926–2008), Journalist und Autor                                                           | 2013                | Schwarberg recherchierte unter anderem das Schicksal der Kinder vom Bullenhuser Damm. | Günther-Schwarberg-Weg           |
| Halstenbeker Straße (Lage)         | H069               | 1330 (im Stadtteil)    | Halstenbek, Gemeinde im Kreis Pinneberg in Schleswig-Holstein                                                  | 1907                | südlich der A 23 in Eidelstedt Motivgruppe: „Orte im benachbarten Kreis Pinneberg“ | Halstenbeker Straße              |
| Hans-Adolf-Weg (Lage)              | H106               | 0360                   | Johann Adolf von Schleswig-Holstein-Sonderburg-Plön (1634–1704), Herzog von Schleswig-Holstein-Sonderburg-Plön | 1948                | vor 1948: Im Dornbusch | Hans-Adolf-Weg                   |
| Hänselstieg (Lage)                 | H708               | 0135                   | nach der Figur aus dem Märchen Hänsel und Gretel                                                               | 1970                | Motivgruppe: „Märchenfiguren“ | Hänselstieg                      |
| Heidlohstraße (Lage)               | H259               | 1265                   | nach einem Flurnamen                                                                                           | vor 1907            | | Heidlohstraße                    |
| Heketweg (Lage)                    | H314               | 0210                   | Märten Heket, Bauer                                                                                            | 1948                | Die Bauernfamilie Heket war seit dem 15. Jahrhundert in Schnelsen ansässig. | Heketweg                         |
| Herzog-Alf-Weg (Lage)              | H395               | 0660                   | Adolf VIII. von Holstein (1401–1459), Herzog von Schleswig                                                     | 1948                | | Herzog-Alf-Weg                   |
| Hirschsprung (Lage)                | H469               | 0165                   | frei gewählter Name                                                                                            | vor 1934            | | Hirschsprung                     |
| Hogenfelder Kamp (Lage)            | H701               | 0255                   | in Anlehnung an die Hogenfelder Straße                                                                         | 1968                | | Hogenfelder Kamp                 |
| Hogenfelder Stieg (Lage)           | H533               | 0300                   | in Anlehnung an die Hogenfelder Straße                                                                         | 1948                | | Hogenfelder Stieg                |
| Hogenfelder Straße (Lage)          | H534               | 0460                   | nach einer Flurbezeichnung                                                                                     | vor 1926            | | Hogenfelder Straße               |
| Holsteiner Chaussee (Lage)         | H582               | 3335 (im Stadtteil)    | Holstein, Landesteil von Schleswig-Holstein                                                                    | 1956                | südlich der Kreuzung Eidelstedter Brook/Spanische Furt in Eidelstedt | Holsteiner Chaussee              |
| Im Ginsterbusch (Lage)             | I033               | 0555                   | nach der gleichnamigen Pflanzengattung                                                                         | um 1925             | | Im Ginsterbusch                  |
| Im Holderstrauch (Lage)            | I037               | 0400                   | nach der gleichnamigen Pflanzengattung                                                                         | vor 1933            | | Im Holderstrauch                 |
| Isern-Hinnerk-Weg (Lage)           | I110               | 0170                   | nach einer Gestalt aus den Sagen Karl Müllenhoffs                                                              | 1948                | bis 1940: Distelweg, von 1940 bis 1948: Isern-Hinnerk-Straat Motivgruppe: „Sagengestalten und -motive“ | Isern-Hinnerk-Weg                |
| Jacqueline-Morgenstern-Weg (Lage)  | J137               | 0085                   | Jacqueline Morgenstern (1932–1945), Opfer des Nationalsozialismus                                              | 1993                | Motivgruppe: „Kinder vom Bullenhuser Damm“ | Jacqueline-Morgenstern-Weg       |
| Jägerdamm (Lage)                   | J008               | 0760                   | nach dem gleichnamigen Begriff aus der Jagd                                                                    | vor 1934            | Die Straße liegt komplett in Niendorf, lediglich die Grundstücke 15 und 15a befinden sich auf Schnelsener Gebiet. | Jägerdamm                        |
| Jungborn (Lage)                    | J096               | 0450                   | frei gewählter Name                                                                                            | 1948                | | Jungborn                         |
| Kalvslohreystraße (Lage)           | K042               | 0365                   | nach einem Flurnamen (Kälbergehölz)                                                                            | vor 1934            | | Kalvslohreystraße                |
| Kalvslohtwiete (Lage)              | K043               | 0615                   | nach einem Flurnamen (Kälbergehölz)                                                                            | vor 1934            | | Kalvslohtwiete                   |
| Kettelerweg (Lage)                 | K143               | 0150                   | Wilhelm Emmanuel von Ketteler (1811–1877), Theologe und Politiker                                              | 1965                | | Kettelerweg                      |
| Klabautermannweg (Lage)            | K596               | 0405                   | nach dem gleichnamigen Schiffskobold                                                                           | 1986                | | Klabautermannweg                 |
| Klaus-Nanne-Straße (Lage)          | K605               | 0445                   | nach einer Gestalt aus den Sagen Karl Müllenhoffs                                                              | 1988                | Motivgruppe: „Sagengestalten und -motive“ | Klaus-Nanne-Straße               |
| Königskinderweg (Lage)             | K323               | 1690                   | nach dem Märchen De beiden Künigeskinner                                                                       | 1948                | Motivgruppe: „Märchenfiguren“ | Königskinderweg                  |
| Kriegerdankweg (Lage)              | K430               | 0370                   | nach der Lage beim Kriegerehrenmal                                                                             | 1927                | | Kriegerdankweg                   |
| Kulemannstieg (Lage)               | K500               | 0490                   | nach einer Gestalt aus den Sagen Karl Müllenhoffs                                                              | 1948                | Motivgruppe: „Sagengestalten und -motiven“ | Kulemannstieg                    |
| Landdrostenweg (Lage)              | L022               | 0220                   | nach dem gleichnamigen Begriff für einen spätmittelalterlichen Beamten                                         | 1947                | | Landdrostenweg                   |
| Lelka-Birnbaum-Weg (Lage)          | L388               | 0095                   | Lelka Birnbaum (1933–1945), Opfer des Nationalsozialismus                                                      | 1996                | Motivgruppe: „Kinder vom Bullenhuser Damm“ | Lelka-Birnbaum-Weg               |
| Lerchenkamp (Lage)                 | L139               | 0475                   | nach dem gleichnamigen Sperlingsvogel                                                                          | vor 1934            | | Lerchenkamp                      |
| Lüttenredder (Lage)                | L295               | 0435                   | nach einem Flurnamen                                                                                           | 1948                | niederdeutsch lütt = klein | Lüttenredder                     |
| Mania-Altmann-Weg (Lage)           | M419               | 0130                   | Mania Altmann (1938–1945), Opfer des Nationalsozialismus                                                       | 1992                | Motivgruppe: „Kinder vom Bullenhuser Damm“ | Mania-Altmann-Weg                |
| Marek-James-Straße (Lage)          | M422               | 0195                   | Marek James (1939–1945), Opfer des Nationalsozialismus                                                         | 1995                | Motivgruppe: „Kinder vom Bullenhuser Damm“ | Marek-James-Straße               |
| Marek-Steinbaum-Weg (Lage)         | M420               | 0075                   | Marek Steinbaum (1937–1945), Opfer des Nationalsozialismus                                                     | 1993                | Motivgruppe: „Kinder vom Bullenhuser Damm“ | Marek-Steinbaum-Weg              |
| Meddenwarf (Lage)                  | M108               | 0195                   | nach einem Motiv aus den Sagen Karl Müllenhoffs                                                                | 1948                | Motivgruppe: „Sagengestalten und -motive“ | Meddenwarf                       |
| Modering (Lage)                    | M376               | 0245                   | nach der Lage beim Mode-Centrum                                                                                | 1974                | | Modering                         |
| Oldesloer Straße (Lage)            | O081               | 3200 (im Stadtteil)    | Bad Oldesloe, Kreisstadt des Kreises Stormarn in Schleswig-Holstein                                            |                     | Die östliche Straßenhälfte zwischen Abzweigung Swebenweg und der Landesgrenze zu Schleswig-Holstein liegt in Niendorf, ansonsten komplett in Schnelsen; das Jahr der Benennung konnte nicht ermittelt werden, da die Straße weder bei Beckershaus noch bei Hanke aufgeführt ist. | Oldesloer Straße                 |
| Peter-Timm-Straße (Lage)           | P078               | 0810                   | Peter Timm (1841–1916), stellv. Gemeindevorstand und Besitzer der Schnelsener Mühle                            | 1948                | | Peter-Timm-Straße                |
| Pfenningwiese (Lage)               | P100               | 0175                   | nach einem Motiv aus den Sagen Karl Müllenhoffs                                                                | 1948                | vor 1948: Fuchsloch Motivgruppe: „Sagengestalten und -motive“ | Pfenningwiese                    |
| Pinneberger Straße (Lage)          | P127               | 0860                   | Pinneberg, Kreisstadt in Schleswig-Holstein                                                                    | 1907                | Motivgruppe: „Orte im benachbarten Kreis Pinneberg“ | Pinneberger Straße               |
| Puckholm (Lage)                    | P210               | 0435                   | nach einem Motiv aus den Sagen Karl Müllenhoffs                                                                | 1949                | vor 1940: Heideweg, 1940 bis 1949: Pugholm Motivgruppe: „Sagengestalten und -motive“ | Puckholm                         |
| Radenwisch (Lage)                  | R014               | 0650                   | nach einer Flurbezeichnung (gerodete Wiese)                                                                    | 1948                | | Radenwisch                       |
| Rellinger Weg (Lage)               | R149               | 0645                   | Rellingen, Gemeinde im Kreis Pinneberg in Schleswig-Holstein                                                   | vor 1935            | Motivgruppe: „Orte im benachbarten Kreis Pinneberg“ | Rellinger Weg                    |
| Riekbornweg (Lage)                 | R193               | 0410                   | Henneke Riekborn, Bauer in Schnelsen um 1464                                                                   | 1950                | | Riekbornweg                      |
| Riwka-Herszberg-Stieg (Lage)       | R443               | 0075                   | Riwka Herszberg (1938–1945), Opfer des Nationalsozialismus                                                     | 1993                | Motivgruppe: „Kinder vom Bullenhuser Damm“ | Riwka-Herszberg-Stieg            |
| Roman-Zeller-Platz (Lage)          | R446               | 0055 × 35              | Roman Zeller (1933–1945), Opfer des Nationalsozialismus                                                        | 1995                | Motivgruppe: „Kinder vom Bullenhuser Damm“ | Roman-Zeller-Platz               |
| Rönnkamp (Lage)                    | R246               | 0360                   | nach einem Flurnamen                                                                                           | vor 1934            | | Rönnkamp                         |
| Röthmoorstieg (Lage)               | R384               | 0200                   | in Anlehnung an den Röthmoorweg                                                                                | 1969                | | Röthmoorstieg                    |
| Röthmoorweg (Lage)                 | R255               | 0485                   | nach einem Flurnamen                                                                                           | vor 1934            | | Röthmoorweg                      |
| Rugenbergener Weg (Lage)           | R357               | 0210                   | Rugenbergen, Ortsteil der Gemeinde Bönningstedt im Kreis Pinneberg in Schleswig-Holstein                       | vor 1939            | Motivgruppe: „Orte im benachbarten Kreis Pinneberg“ | Rugenbergener Weg                |
| Rumpelstilzchenweg (Lage)          | R381               | 0210                   | nach der gleichnamigen Märchenfigur                                                                            | 1968                | Motivgruppe: „Märchenfiguren“ | Rumpelstilzchenweg               |
| Sandkrugweg (Lage)                 | S042               | 0825                   | nach einem Wirtshaus gleichen Namens auf dem Gebiet des benachbarten Ortes Krupunder                           | 1925                | | Sandkrugweg                      |
| Sassenhoff (Lage)                  | S078               | 0645                   | nach der Lage beim Hof der Schnelsener Bauernfamilie Sass                                                      | 1948                | | Sassenhoff                       |
| Scheelring (Lage)                  | S831               | 0465                   | Jürgen Erich Scheel (1737–1795), dänischer Staatsminister und Landdrost in der Herrschaft Pinneberg            | 1968                | | Scheelring                       |
| Schiffszimmererweg (Lage)          | S158               | 0175                   | nach dem gleichnamigen Handwerksberuf                                                                          | 1955                | | Schiffszimmererweg               |
| Schlehenweg (Lage)                 | S197               | 0065                   | nach dem gleichnamigen Rosengewächs                                                                            | vor 1938            | | Schlehenweg                      |
| Schleswiger Damm (Lage)            | S200               | 2840                   | Schleswig, Landesteil von Schleswig-Holstein                                                                   | 1967                | | Schleswiger Damm                 |
| Schnelser Höhe (Lage)              | S257               | 0225                   | nach einer ortsüblichen Bezeichnung                                                                            | 1958                | | Schnelser Höhe                   |
| Sellhopsweg (Lage)                 | S399               | 0535                   | nach einem Flurnamen                                                                                           | 1928                | | Sellhopsweg                      |
| Sergio-de-Simone-Stieg (Lage)      | S920               | 0080                   | Sergio De Simone (1937–1945), Opfer des Nationalsozialismus                                                    | 1993                | Motivgruppe: „Kinder vom Bullenhuser Damm“ | Sergio-de-Simone-Stieg           |
| Siekreystraße (Lage)               | S432               | 0285                   | nach einer Flurbezeichnung                                                                                     | vor 1934            | | Siekreystraße                    |
| Siloahweg (Lage)                   | S922               | 0105                   | nach dem ursprünglichen Namen des heutigen Albertinenhauses                                                    | 1993                | | Siloahweg                        |
| Spanische Furt (Lage)              | S525               | 0400                   | aus dem Volksmund entstanden nach dem ursprünglichen Flurnamen Spannforthwisch                                 | 1948                | südliche Straßenhälfte in Eidelstedt | Spanische Furt                   |
| Suhmweg (Lage)                     | S805               | 0205                   | Hinrich von Suhm (1636–1700) und Borchert von Suhm                                                             | 1948                | Hinrich von Suhm war seit 1682, Borchert von Suhm seit 1695 Amtmann in Pinneberg. | Suhmweg                          |
| Süntelstraße (Lage)                | S802               | 1725                   | Süntel, Gebirgsstock im Calenberger Bergland als Teil des Weserberglandes                                      | 1948                | | Süntelstraße                     |
| Uphoffweg (Lage)                   | U039               | 0155                   | Johann Uphoff, Dorfvogt im 17. Jahrhundert                                                                     | 1948                | | Uphoffweg                        |
| Vielohkamp (Lage)                  | V035               | 0175                   | in Anlehnung an den Vielohweg                                                                                  | vor 1933            | | Vielohkamp                       |
| Vielohweg (Lage)                   | V036               | 0945 (im Stadtteil)    | nach einem Flurnamen                                                                                           | vor 1925            | östlich des Vielohgrabens in Niendorf | Vielohweg                        |
| Vielohwisch (Lage)                 | V037               | 0355                   | in Anlehnung an den Vielohweg                                                                                  | 1950                | | Vielohwisch                      |
| Vogt-Bornkast-Weg (Lage)           | V064               | 0325                   | Heinrich Jacob Bornkast (1826–1905), Gemeindevorsteher in Schnelsen von 1876 bis 1894                          | 1948                | | Vogt-Bornkast-Weg                |
| Vogt-Kock-Weg (Lage)               | V066               | 0655                   | Hinrich Kock, um 1591 erster namentlich bekannter Bauernvogt in Schnelsen                                      | 1945                | | Vogt-Kock-Weg                    |
| Von-Herslo-Weg (Lage)              | V101               | 0500                   | Nortmann von Herslo, um 1255 erster namentlich bekannter Grundherr in Schnelsen                                | 1945                | | Von-Herslo-Straße                |
| Vörn Brook (Lage)                  | V131               | 0165                   | nach einem Flurnamen                                                                                           | 1973                | | Vörn Brook                       |
| Voßkamp (Lage)                     | V121               | 0430                   | nach einem Flurnamen                                                                                           | vor 1914            | niederdeutsch Voß = Fuchs | Voßkamp                          |
| Wählingsallee (Lage)               | W009               | 0855                   | Hinrich Wähling (1856–1943), Gemeindevorsteher in Schnelsen von 1894 bis 1906 und 1910 bis 1916                | um 1916             | | Wählingsallee                    |
| Wählingsweg (Lage)                 | W010               | 0390                   | in Anlehnung an die Wählingsallee                                                                              | 1949                | | Wählingsweg                      |
| Waldvogteiweg (Lage)               | W035               | 0130                   | in Erinnerung an die frühere Zugehörigkeit Schnelsens zur Haus- und Waldvogtei Pinneberg                       | 1957                | | Waldvogteiweg                    |
| Walter-Jungleib-Straße (Lage)      | W526               | 0095                   | Walter Jungleib (1932–1945), Opfer des Nationalsozialismus                                                     | 1995/2016           | Die Straße hieß zunächst Jungliebstraße, da keine näheren Daten vorlagen. 2015 konnte dann die genaue Identität Walter Jungleibs geklärt werden, 2016 erfolgte die Umbenennung. Motivgruppe: „Kinder vom Bullenhuser Damm“                                                       | Walter-Jungleib-Straße           |
| Wassermannpark (Lage)              | W512               | 28 ha                  | H. Wassermann (1937–1945), Opfer des Nationalsozialismus                                                       | 2003                | Motivgruppe: „Kinder vom Bullenhuser Damm“ | Wassermannpark                   |
| Wendlohstieg (Lage)                | W166               | 0115                   | in Anlehnung an die Wendlohstraße                                                                              | 1962                | | Wendlohstieg                     |
| Wendlohstraße (Lage)               | W167               | 0245 (im Stadtteil)    | nach dem Gut Wendlohe in Schnelsen                                                                             | vor 1934            | östlich der Kollau in Niendorf | Wendlohstraße                    |
| Wietersheim (Lage)                 | W252               | 0270                   | Ernst von Wietersheim, von 1632 bis 1638 Landdrost in Pinneberg                                                | 1948                | | Wietersheim                      |
| Wogenmannsburg (Lage)              | W367               | 0620                   | nach einem Motiv aus den Sagen Karl Müllenhoffs                                                                | 1948                | vor 1948: Feldstraße Motivgruppe: „Sagengestalten und -motive“ | Wogenmannsburg                   |
| Wunderbrunnen (Lage)               | W425               | 0495                   | nach einem Motiv aus den Sagen Karl Müllenhoffs                                                                | 1948                | vor 1948: Fliederweg Motivgruppe: „Sagengestalten und -motive“ | Wunderbrunnen                    |
| Zum Golfplatz (Lage)               | Z085               | 0430                   | nach der Lage beim „Golf-Club auf der Wendlohe“                                                                | 2002                | | Zum Golfplatz                    |
| Zum Niendorfer Grenzhaus (Lage)    | Z077               | 0230 (im Stadtteil)    | nach der Lage                                                                                                  | 2002                | östliche Straßenhälfte des nördlichen Teils in Niendorf, ansonsten in Schnelsen | Zum Niendorfer Grenzhaus         |
| Zylberbergstieg (Lage)             | Z081               | 0070                   | Ruchla Zylberberg (1936–1945), Opfer des Nationalsozialismus                                                   | 1992                | Motivgruppe: „Kinder vom Bullenhuser Damm“ | Zylberbergstieg                  |
| Zylberbergstraße (Lage)            | Z080               | 0195                   | Ruchla Zylberberg (1936–1945), Opfer des Nationalsozialismus                                                   | 1992                | Motivgruppe: „Kinder vom Bullenhuser Damm“ | Zylberbergstraße                 |